# كولن براون (لاعب كرة قدم أمريكية)
كولن براون (بالإنجليزية: Colin Brown)‏ هو لاعب كرة قدم أمريكية أمريكي، ولد في 29 أغسطس 1985 في تشيليكوث في الولايات المتحدة.

## وصلات خارجية
- كولن براون على موقع مرجع كرة القدم المحترفة.كوم (الإنجليزية)